# Damias pelochroa
Damias pelochroa là một loài bướm đêm thuộc phân họ Arctiinae, họ Erebidae.